# Tore and the No Smokers
Tore and the No Smokers är ett svenskt band från Gotland och Stockholm. Bandet startades 1998 och har släppt fyra album, 11 singlar, en EP samt deltagit på två samlingsalbum. Första skivan släpptes på gotländska bolaget Artache sedan bildade de en egen label där resterande skivor givits ut. De spelar hårdrock för barn och andra med barnasinnet kvar och kallade redan från start sin musikstil för Kidsmetal. Bandet har turnerat sedan starten och har uppmärksammats genom radio, tv och genom reportage och recensioner i tidningar som Dagens Nyheter, Close Up, Sweden Rock Magazine samt flera lokala tidningar. 2009 vann figurer föreställande bandet, som då kallades Tures, Minimello på SVT med låten Stopp! Bandet har en maskot i form av gosedjuret Snuttis som alltid är med på scenen när bandet spelar live. 
Under mars månad 2023 passerar singeln Här I Skogen en kvarts miljon streams och blir därmed bandets dittills största hit på  Spotify.
Valborg 2025 släppte bandet sin 11e singel "Superhjälte" En hyllning till alla föräldrar som, i sina barns ögon, är de riktiga superhjältarna.

## Medlemmar

### Nuvarande medlemmar
- Conny Carlsson – trummor (1998–)
- Snuttis - maskot (1998-)
- Charlie Öberg – gitarr (2013–)
- Mina Edestig - sång (2022-)

### Tidigare medlemmar
- Eva Fadeel - bas (2018–2024)
- Christoffer Carlsson – sång (2005–2021)
- Rob Törnqvist – basgitarr (2016–2017)
- Andreas Augustsson – basgitarr (2005–2016)
- Robin Johnander – gitarr (2006–2012)
- Jani Kataja – gitarr (1998–2005)
- Fredrik Schönbeck – basgitarr (1998–2005)
- Thomas Pichler – sång (2003–2004)
- Fredrik Nyberg – sång (1998–2002)

## Maskot
Gruppens maskot heter Snuttis och är ett gosedjur modell större. Kallas i barnamun för bandets femte medlem. Ingen vet hur gammal Snuttis är men lär enligt legenden härstamma från ett fritidshem i Bromma i Stockholm. Där upptäcktes Snuttis av bandet i slutet av 1990-talet. Snuttis blev redan från början ett viktigt inslag i TORE and the NO SMOKERS scenshow. Charlie var den som fastnade mest för Snuttis och lär vara den i bandet som gosar mest med hen. Enligt säkra källor återfinns Conny innanför pälsen, konsert efter konsert. Vid tre tillfällen i  banders historia har dock den f.d läraren Anita Päres Palmer dansat inuti pälsen.

## Diskografi

### Studioalbum
- 2006 – Rökning dödar
- 2007 – Rökfri värld
- 2009 – Nikotinsvin
- 2015 – Kidzmetal

### Samlingsalbum
- 2008 – Sweden Rock Magazine # 49, SRMCD 28[7]
- 2018 – Barnbidrag

### Singlar
- 2000 – TORE and the NO SMOKERS
- 2002 – Ingrid Rökare
- 2006 – Äldre/Luktisar
- 2009 – Hallå/Sagornas Värld
- 2010 – Våga Vägra Schlager
- 2013 – Alla kan bli vinnare
- 2013 – Barnens beskyddare
- 2018 – Tobakskrigarna
- 2019 – Här i skogen
- 2019 –  Vad världen behöver nu
- 2024 - Motorcykel-Fred
- 2025 - Superhjälte

## Videor
- 2007 – Rökfri Värld
- 2009 – Hallå
- 2010 – Våga Vägra Schlager
- 2011 – Rökfri Värld Live Stockholm
- 2014 – Skjut Inte Alla Djuren
- 2015 – Alla Kan Bli Vinnare
- 2016 – Barnens Beskyddare
- 2017 – Barn Tills Jag Dör
- 2018 – Vad världen behöver nu
- 2020 – Live Stockholm 2009
- 2022 – Här I Skogen Live Stockholm
- 2023 – Live I Stockholm 2003
- 2024 – Rökfri Värld Live Stockholm

## Priser och utmärkelser
- 2009 – Nominerade till Barnens Hjälte av KP & Rädda Barnen[8]
- 2012 – Region Gotlands kulturpris[8]